# Manuela Machado
Maria Manuela Castro Machado (Viana do Castelo, 9 agosto 1963) è un'ex maratoneta portoghese.
In carriera è stata campionessa mondiale (Göteborg 1995) e due volte campionessa europea (Helsinki 1994 e Budapest 1998) della specialità.

## Palmarès
| Anno | Manifestazione    | Sede       | Evento         | Risultato | Prestazione | Note |
| ---- | ----------------- | ---------- | -------------- | --------- | ----------- | ---- |
| 1990 | Europei           | Spalato    | Maratona       | 10ª       | 2h39'49"    |      |
| 1991 | Mondiali          | Tokyo      | Maratona       | 7ª        | 2h32'33"    |      |
| 1992 | Mondiali di cross | Boston     | Corsa seniores | 58ª       | 22'36"      |      |
| 1992 | Giochi olimpici   | Barcellona | Maratona       | 7ª        | 2h38'22"    |      |
| 1993 | Mondiali          | Stoccarda  | Maratona       | Argento   | 2h30'54"    |      |
| 1994 | Europei           | Helsinki   | Maratona       | Oro       | 2h29'54"    |      |
| 1995 | Mondiali          | Göteborg   | Maratona       | Oro       | 2h25'39"    |      |
| 1996 | Giochi olimpici   | Atlanta    | Maratona       | 7ª        | 2h31'11"    |      |
| 1997 | Mondiali          | Atene      | Maratona       | Argento   | 2h31'12"    |      |
| 1998 | Europei           | Budapest   | Maratona       | Oro       | 2h27'10"    |      |
| 1999 | Mondiali          | Siviglia   | Maratona       | 7ª        | 2h29'11"    |      |
| 2000 | Giochi olimpici   | Sydney     | Maratona       | 21ª       | 2h32'29"    |      |